# Flarktjärnarna (Jörns socken, Västerbotten)
Flarktjärnarna är en sjö i Skellefteå kommun i Västerbotten och ingår i Byskeälvens huvudavrinningsområde. Flarktjärnarna ligger i Byskeälven Natura 2000-område.